# فدراسیون تنیس روی میز ایران
فدراسیون تنیس روی میز ایران عالی‌ترین نهاد ورزش تنیس روی میز در ایران است و زیر نظر وزارت ورزش و جوانان فعالیت می‌کند.

## تاریخچه ورود به ایران
ورزش تنیس روی میز، توسط انگلیسی‌ها به ایران معرفی شد. در زمان فعالیت مستشاران نفتی کمپانی‌های انگلیسی در جنوب ایران، این ورزش به عنوان یک تفریح در شهرهای نفت‌خیز مانند آبادان و مسجد سلیمان شناخته شد. در سال ۱۳۱۷ (۱۹۳۸ میلادی)، مستشاران انگلیسی این ورزش را به ایرانیان معرفی کردند و به تدریج محبوبیت آن افزایش یافت. در سال ۱۳۲۴ (۱۹۴۵ میلادی) برای نخستین بار مسابقات باشگاهی و دسته‌های آزاد با حضور خارجیان مقیم ایران برگزار شد و در ادامه این رشته بیشتر مورد توجه قرار گرفت.

## توسعه و تأسیس فدراسیون
در سال ۱۹۲۶ میلادی، فدراسیون بین‌المللی تنیس روی میز تأسیس شد و متعاقب آن در همان سال مسابقات جهانی این رشته با حضور ۷ کشور در لندن برگزار گردید.
در سال ۱۳۲۶ فدراسیون تنیس و تنیس روی میز به‌طور مشترک و به ریاست آقاخان بختیاری تأسیس گردید. در همین سال، این فدراسیون به عضویت فدراسیون جهانی تنیس روی میز درآمد و در همان سال جایزه نخست دوبل آقایان جهان به نام «کاپ ایران» در نظر گرفته شد. در سال ۱۳۳۲ برای نخستین بار مسابقات قهرمانی کشور در تهران برگزار شد و در سال ۱۳۴۶ فدراسیون تنیس از تنیس روی میز جدا شد و هر کدام به فدراسیونی مستقل تبدیل شدند. پس از این اتفاق، غفور آلبا به عنوان رئیس فدراسیون تنیس روی میز ایران منصوب شد.

## روسای فدراسیون تنیس روی میز ایران
تمامی روسای فدراسیون تنیس روی میز ایران از تاریخ تأسیس خود بدین شرح است:
- آقاخان بختیار (۱۳۲۶ الی ۱۳۲۷)
- محمود حاجبی (۱۳۲۷ الی ۱۳۴۶)
- غفور آلبا (۱۳۴۶ الی ۱۳۴۸)
- محسن آروین (۱۳۴۸ الی ۱۳۵۰)
- امیر امین (۱۳۵۱ الی ۱۳۵۵)
- شاهرخ امیر ارجمند (۱۳۵۶ الی ۱۳۵۷)
- امیر میرصادقی (۱۳۵۸ الی ۱۳۵۹)
- رضا لواسانی (۱۳۵۹ الی ۱۳۶۰)
- علی اکبری آرمند (۱۳۶۰ الی ۱۳۶۳)
- احمد صفوی‌زاده (۱۳۶۳ الی ۱۳۶۶)
- علی اکبری آرمند (۱۳۶۶ الی ۱۳۷۰)
- محمد مجدآرا (۱۳۷۰ الی ۱۳۷۴)
- شاهرخ شهنازی (۱۳۷۵ الی ۱۳۸۸)
- محمد زارع‌پور (۱۳۸۸ الی ۱۳۹۴)
- مهرداد علی قارداشی (۱۳۹۴ تاکنون)[۳]

## دستاوردهای بین‌المللی
تنیس روی میز ایران در اولین حضور در رویداد بین‌المللی که مسابقه‌های جهانی سال ۱۳۳۶ (۱۹۵۷ میلادی) بود، به مقام هفدهم مشترک در میان سی و سه تیم شرکت کننده دست یافت. تیم ایران در بازی‌های آسیایی ۱۳۳۷ شمسی (۱۹۵۸ میلادی) توکیو به مقام سوم دست پیدا کرد. امیر احتشام زاده و هوشنگ بزرگ زاده از چهره‌های شناخته شده آن زمان این رشته در ایران بودند. احتشام زاده در بین سال‌های ۱۳۳۲ تا ۱۳۴۸ دوازده بار قهرمان ایران شد. در بازی‌های آسیایی ۱۳۶۶ (۱۹۸۷ میلادی) تیم ایران به مقام پنجم دست یافت و هوشنگ بزرگ زاده در رقابت‌های انفرادی مکان سوم آسیا و صاحب نشان برنز شد.
بهترین عنوان ایران در تاریخ حضورش در رقابت‌های جهانی کسب مقام نهم جهان در سال ۱۳۴۲ شمسی (۱۹۶۳ میلادی) است.
همچنین تیم ملی پینگ پنگ ایران با حضور در رقابت‌های جهانی پینگ پنگ مسکو در سال ۱۳۸۹ شمسی (۲۰۱۰ میلادی) برای نخستین بار مقام ۳۵ تیمی جهان را پس از پیروزی انقلاب اسلامی کسب نمود.

## تنیس روی میز ایران در المپیک
تنیس روی میز ایران برای نخستین بار در سال ۱۳۷۱ (۱۹۹۲ میلادی) حضور در بازی‌های المپیک حضور یافت. ابراهیم علیدخت با حضور در المپیک بارسلونا نام خود را به عنوان اولین المپیکی تاریخ ایران در این رشته ثبت نمود.